# 圓沼螺
圓沼螺学名：），又名赤豆螺，是一個細小的淡水螺腹足綱軟體動物物種，有鰓及螺厣，沼螺科豆螺屬下的一個物種。

## 分佈
本物種見於下列各地：
- 中國（英语：List of non-marine molluscs of China）東部和南部[3][1]。
- 台灣（英语：List of non-marine molluscs of Taiwan）[1]的高雄市、屏東縣、台南縣、宜蘭縣、彰化縣鹿港及高雄縣美濃[2]。
- 越南（英语：List of non-marine molluscs of Vietnam）紅河三角洲[4][1]。

## 生態
圓沼螺棲息於靜水棲息地，如湖泊、稻田、池塘等。

## 寄生蟲
本物種是中華肝吸蟲（Clonorchis sinensis）的第一中間宿主。

## 外部連結
- 維基物種上的相關：圓沼螺